# Ministre chargé du Budget
Le gouvernement français peut avoir un ministre chargé du Budget, qui peut être également chargé de la Fonction publique ou de la Réforme de l'État. Il peut être soit ministre de plein exercice, soit ministre délégué, soit secrétaire d'État auprès du ministre de l'Économie et des Finances. Ainsi, le nom exact de la fonction peut varier à chaque nomination. Les dates indiquées sont les dates de prise ou de cessation des fonctions, qui sont en général la veille de la date de publication du décret de nomination au Journal officiel.
Depuis le 23 décembre 2024, Amélie de Montchalin est ministre chargée des Comptes publics, au sein du gouvernement Bayrou.

## Ministre ou secrétaire d'État
Le secrétaire d’État au Budget (ou ministre délégué au Budget) a existé dans la plupart des gouvernements de la Cinquième République. Il est un ministre autonome dans les gouvernements Raymond Barre III, Pierre Bérégovoy, Édouard Balladur, ainsi que dans tous les gouvernements entre 2007 et 2020, sauf entre 2012 et 2014 et de 2016 à 2017.

## Attributions
Le ministre est compétent pour :
- la préparation et l'exécution du budget ;
- les impôts, sous réserve des attributions du ministre de l'économie en matière de législation fiscale, le cadastre et la publicité foncière ;
- les douanes et droits indirects ;
- la gestion budgétaire et comptable publique et le domaine ;
- les pensions et la gestion administrative et financière du régime de retraite de la fonction publique de l'État.

## Administration
Le ministre a autorité sur la direction du Budget, la  direction générale des Finances publiques, le centre interministériel de services informatiques relatifs aux ressources humaines    (CISIRH), la direction générale des douanes et droits indirects et la direction interministérielle de la transformation publique.
Le ou les ministre(s), sont installés, avec les autres ministres chargés de l'économie et des finances et avec les principaux services dans le complexe architectural du quartier de Bercy, dans le 12e arrondissement de Paris.

## Liste des ministres

### Restauration
- 9 juillet 1815 - 26 septembre 1815 : Joseph-Dominique Louis
- 26 septembre 1815 - 7 décembre 1818 : Louis-Emmanuel Corvetto
- 7 décembre 1818 - 29 décembre 1818 : Antoine Roy
- 29 décembre 1818 - 19 novembre 1819 : Joseph-Dominique Louis
- 19 novembre 1819 - 14 décembre 1821 : Antoine Roy
- 14 décembre 1821 - 4 janvier 1828 : Joseph de Villèle
- 4 janvier 1828 - 8 août 1829 : Antoine Roy
- 8 août 1829 - 29 juillet 1830 : Christophe de Chabrol de Crouzol

### Monarchie de Juillet
- 31 juillet 1830 - 2 novembre 1830 : Joseph-Dominique Louis
- 2 novembre 1830 - 13 mars 1831 : Jacques Laffitte
- 13 mars 1831 - 16 mai 1832 : Joseph-Dominique Louis
- 16 mai 1832 - 10 novembre 1834 : Georges Humann
- 10 novembre 1834 - 18 novembre 1834 : Hippolyte Passy
- 18 novembre 1834 - 18 janvier 1836 : Georges Humann
- 18 janvier 1836 - 6 septembre 1836 : Antoine Maurice Apollinaire d'Argout
- 6 septembre 1836 - 15 avril 1837 : Tanneguy Duchâtel
- 15 avril 1837 - 31 mars 1839 : Jean Lacave-Laplagne
- 31 mars 1839 - 12 mai 1839 : Jean-Élie Gautier
- 12 mai 1839 - 1er mars 1840 : Hippolyte Passy
- 1er mars 1840 - 29 octobre 1840 : Joseph Pelet de la Lozère
- 29 octobre 1840 - 25 avril 1842 : Nicolas Martin du Nord
- 25 avril 1842 - 9 mai 1847 : Jean Lacave-Laplagne
- 9 mai 1847 - 24 février 1848 : Pierre Sylvain Dumon

### Deuxième République
- 24 février 1848 - 5 mars 1848 : Michel Goudchaux
- 5 mars 1848 - 9 mai 1848 : Louis-Antoine Garnier-Pagès
- 9 mai 1848 - 28 juin 1848 : Charles Duclerc
- 28 juin 1848 - 25 octobre 1848 : Michel Goudchaux
- 25 octobre 1848 - 20 décembre 1848 : Ariste Jacques Trouvé-Chauvel
- 20 décembre 1848 - 31 octobre 1849 : Hippolyte Passy
- 31 octobre 1849 - 24 janvier 1851 : Achille Fould
- 24 janvier 1851 - 10 avril 1851 : Charles Lebègue, comte de Germiny
- 10 avril 1851 - 26 octobre 1851 : Achille Fould
- 26 octobre 1851 - 23 novembre 1851 : Antoine Blondel
- 23 novembre 1851 - 3 décembre 1851 : François, comte de Casabianca
- 3 décembre 1851 - 22 janvier 1852 : Achille Fould
- 22 janvier 1852 - 2 décembre 1852 : Jean-Martial Bineau

### Second Empire
- 2 décembre 1852 - 3 février 1855 : Jean-Martial Bineau
- 3 février 1855 - 26 novembre 1860 : Pierre Magne
- 26 novembre 1860 - 20 janvier 1867 : Adolphe de Forcade Laroquette
- 20 janvier 1867 - 13 novembre 1867 : Eugène Rouher
- 13 novembre 1867 - 27 décembre 1869 : Pierre Magne
- 27 décembre 1869 - 14 avril 1870 : Louis Buffet
- 14 avril 1870 - 10 août 1870 : Alexis Segris
- 10 août 1870 - 4 septembre 1870 : Pierre Magne

### Troisième République
- 4 septembre 1870 - 12 janvier 1871 : Ernest Picard
- 19 février 1871 - 25 février 1871 : Louis Buffet
- 25 février 1871 - 23 avril 1872 : Augustin Pouyer-Quertier
- 23 avril 1872 - 7 décembre 1872 : Eugène de Goulard
- 7 décembre 1872 - 25 mai 1873 : Léon Say
- 25 mai 1873 - 20 juillet 1874 : Pierre Magne
- 20 juillet 1874 - 10 mars 1875 : Pierre Mathieu-Bodet
- 10 mars 1875 - 17 mai 1877 : Léon Say
- 17 mai 1877 - 23 novembre 1877 : Eugène Caillaux
- 23 novembre 1877 - 13 décembre 1877 : François-Ernest Dutilleul
- 13 décembre 1877 - 28 décembre 1879 : Léon Say
- 28 décembre 1879 - 14 novembre 1881 : Pierre Magnin
- 14 novembre 1881 - 30 janvier 1882 : François Allain-Targé
- 30 janvier 1882 - 7 août 1882 : Léon Say
- 7 août 1882 - 6 avril 1885 : Pierre Tirard
- 6 avril 1885 - 16 avril 1885 : Jean-Jules Clamageran
- 16 avril 1885 - 3 décembre 1886 : Sadi Carnot
- 3 décembre 1886 - 30 mai 1887 : Albert Dauphin
- 30 mai 1887 - 11 décembre 1887 : Maurice Rouvier
- 11 décembre 1887 - 3 avril 1888 : Pierre Tirard
- 3 avril 1888 - 22 février 1889 : Paul Peytral
- 22 février 1889 - 13 décembre 1892 : Maurice Rouvier
- 13 décembre 1892 - 4 avril 1893 : Pierre Tirard
- 4 avril 1893 - 3 décembre 1893 : Paul Peytral
- 3 décembre 1893 - 30 mai 1894 : Auguste Burdeau
- 30 mai 1894 - 26 janvier 1895 : Raymond Poincaré
- 26 janvier 1895 - 1er novembre 1895 : Alexandre Ribot
- 1er novembre 1895 - 23 avril 1896 : Paul Doumer
- 23 avril 1896 - 28 juin 1898 : Georges Cochery
- 28 juin 1898 - 22 juin 1899 : Paul Peytral
- 22 juin 1899 - 7 juin 1902 : Joseph Caillaux
- 7 juin 1902 - 17 juin 1905 : Maurice Rouvier
- 17 juin 1905 - 7 mars 1906 : Pierre Merlou
- 7 mars 1906 - 25 octobre 1906 : Raymond Poincaré
- 25 octobre 1906 - 24 juillet 1909 : Joseph Caillaux
- 24 juillet 1909 - 3 novembre 1910 : Georges Cochery
- 3 novembre 1910 - 2 mars 1911 : Louis-Lucien Klotz
- 2 mars 1911 - 27 juin 1911 : Joseph Caillaux
- 27 juin 1911 - 22 mars 1913 : Louis-Lucien Klotz
- 22 mars 1913 - 2 décembre 1913 : Charles Dumont
- 2 décembre 1913 - 17 mars 1914 : Joseph Caillaux
- 17 mars 1914 - 9 juin 1914 : René Renoult
- 9 juin 1914 - 13 juin 1914 : Étienne Clémentel
- 13 juin 1914 - 26 août 1914 : Joseph Noulens
- 26 août 1914 - 20 mars 1917 : Alexandre Ribot
- 20 mars 1917 - 12 septembre 1917 : Joseph Thierry
- 12 septembre 1917 - 20 janvier 1920 : Louis-Lucien Klotz
- 20 janvier 1920 - 16 janvier 1921 : Frédéric François-Marsal
- 16 janvier 1921 - 15 janvier 1922 : Paul Doumer
- 15 janvier 1922 - 29 mars 1924 :  Charles de Lasteyrie
- 29 mars 1924 - 14 juin 1924 :  Frédéric François-Marsal
- 14 juin 1924 - 3 avril 1925 : Étienne Clémentel
- 3 avril 1925 - 17 avril 1925 : Anatole de Monzie
- 17 avril 1925 - 29 octobre 1925 : Joseph Caillaux
- 29 octobre 1925 - 28 novembre 1925 : Georges Bonnet
- 21 février 1930 -  2 mars 1930 : Maurice Palmade
- 2 mars 1930 - 13 décembre 1930 : Louis Germain-Martin
- 13 décembre 1930 - 27 janvier 1931 : Maurice Palmade
- 27 janvier 1931 - 20 février 1932 : François Piétri
- 3 juin 1932 - 18 décembre 1932 : Maurice Palmade
- 31 janvier 1933 - 26 octobre 1933 : Lucien Lamoureux
- 26 octobre 1933 - 26 novembre 1933 : Abel Gardey
- 26 novembre 1933 - 30 janvier 1934 : Paul Marchandeau
- 13 mars 1938 - 10 avril 1938 : Charles Spinasse

### Quatrième République
| Ministre           | Intitulé | Gouvernement | Date                               |
| ------------------ | -------- | ------------ | ---------------------------------- |
| Edgar Faure        |          |              | 2 juillet 1950 - 11 août 1951      |
| Pierre Courant     |          |              | 11 août 1951 - 8 mars 1952         |
| Jean Moreau        |          |              | 8 janvier 1953 - 21 mai 1953       |
| Henri Ulver        |          |              | 18 juillet 1953 - 3 septembre 1954 |
| Jean Filippi       |          |              | 31 janvier 1956 - 21 mai 1957      |
| Jean-Raymond Guyon |          |              | 17 juin 1957 - 14 mai 1958         |

### Cinquième République
| Ministre délégué ou secrétaire d'État           | Intitulé | Ministre de tutelle       | Intitulé                                                                                                  | Gouvernement          | Date                   |
| ----------------------------------------------- | --- | ------------------------- | --- | --------------------- | ---------------------- |
| Valéry Giscard d'Estaing                        | Secrétaire d'État aux Finances (fonctions attribuées le 20/01/1959)                                                                   | Antoine Pinay             | Ministre des Finances et des Affaires économiques                                                         | Debré                 | 08/01/1959 13/01/1960  |
| Valéry Giscard d'Estaing                        | Secrétaire d'État aux Finances (fonctions attribuées le 20/01/1959)                                                                   | Wilfrid Baumgartner       | Ministre des Finances et des Affaires économiques                                                         | Debré                 | 13/01/1960 18/01/1962  |
| Aucun                                           | Aucun | Valéry Giscard d'Estaing  | Ministre des Finances et des Affaires économiques                                                         | Debré                 | 18/01/1962 14/04/1962  |
| Aucun                                           | Aucun | Valéry Giscard d'Estaing  | Ministre des Finances et des Affaires économiques                                                         | Pompidou 1            | 15/04/1962 11/09/1962  |
| Robert Boulin,                                  | Secrétaire d'État au Budget | Valéry Giscard d'Estaing  | Ministre des Finances et des Affaires économiques                                                         | Pompidou 1            | 11/09/1962 28/11/1962  |
| Robert Boulin,                                  | Secrétaire d'État au Budget | Valéry Giscard d'Estaing  | Ministre des Finances et des Affaires économiques                                                         | Pompidou 2            | 06/12/1962 08/01/1966  |
| Robert Boulin,                                  | Secrétaire d'État au Budget | Michel Debré              | Ministre de l'Économie et des Finances                                                                    | Pompidou 3            | 08/01/1966 01/04/1967  |
| Robert Boulin,                                  | Secrétaire d'État à l'Économie et aux Finances                                                                                        | Michel Debré              | Ministre de l'Économie et des Finances                                                                    | Pompidou 4            | 07/04/1967 31/05/1968  |
| Jacques Chirac,                                 | Secrétaire d'État à l'Économie et aux Finances                                                                                        | Maurice Couve de Murville | Ministre de l'Économie et des Finances                                                                    | Pompidou 4            | 31/05/1968 10/07/1968  |
| Jacques Chirac,                                 | Secrétaire d'État à l'Économie et aux Finances                                                                                        | François Ortoli           | Ministre de l'Économie et des Finances                                                                    | Couve de Murville     | 12/07/1968 20/06/1969  |
| Jacques Chirac,                                 | Secrétaire d'État à l'Économie et aux Finances                                                                                        | Valéry Giscard d'Estaing  | Ministre de l'Économie et des Finances                                                                    | Chaban-Delmas         | 22/06/1969 07/01/1971  |
| Jean Taittinger                                 | Secrétaire d'État chargé du Budget | Valéry Giscard d'Estaing  | Ministre de l'Économie et des Finances                                                                    | Chaban-Delmas         | 07/01/1971 05/07/1972  |
| Jean Taittinger                                 | Secrétaire d'État chargé du Budget | Valéry Giscard d'Estaing  | Ministre de l'Économie et des Finances                                                                    | Messmer 1             | 06/07/1972 28/03/1973  |
| Jean-Philippe Lecat (à partir du 12/04/1973)    | Secrétaire d'État | Valéry Giscard d'Estaing  | Ministre de l'Économie et des Finances                                                                    | Messmer 2             | 05/04/1973 23/10/1973  |
| Henri Torre                                     | Secrétaire d'État | Valéry Giscard d'Estaing  | Ministre de l'Économie et des Finances                                                                    | Messmer 2             | 23/10/1973 27/02/1974  |
| Henri Torre                                     | Secrétaire d'État chargé du Budget | Valéry Giscard d'Estaing  | Ministre d'État, ministre de l'Économie et des Finances                                                   | Messmer 3             | 01/03/1974 27/05/1974  |
| Christian Poncelet (à partir du 08/06/1974)     | Secrétaire d'État chargé du Budget | Jean-Pierre Fourcade      | Ministre de l'Économie et des Finances                                                                    | Chirac 1              | 28/05/1974 25/08/1976  |
| Christian Poncelet                              | Secrétaire d'État chargé du Budget | Raymond Barre             | Premier ministre, ministre de l'Économie et des Finances                                                  | Barre 1               | 27/08/1976 29/03/1977  |
| Christian Poncelet                              | Secrétaire d'État chargé du Budget | Michel Durafour           | Ministre délégué chargé de l'Économie et des Finances                                                     | Barre 1               | 27/08/1976 29/03/1977  |
| Pierre Bernard-Reymond (à partir du 01/04/1977) | Secrétaire d'État chargé du Budget | Raymond Barre             | Premier ministre, ministre de l'Économie et des Finances                                                  | Barre 2               | 30/03/1977 31/03/1978  |
| Pierre Bernard-Reymond (à partir du 01/04/1977) | Secrétaire d'État chargé du Budget | Robert Boulin             | Ministre délégué à l'Économie et aux Finances                                                             | Barre 2               | 30/03/1977 31/03/1978  |
| Maurice Papon                                   | Ministre du Budget | Plein exercice            | Plein exercice                                                                                            | Barre 3               | 05/04/1978 13/05/1981  |
| Laurent Fabius                                  | Ministre délégué chargé du Budget | Jacques Delors            | Ministre de l'Économie et des Finances                                                                    | Mauroy 1              | 22/05/1981 22/06/1981  |
| Laurent Fabius                                  | Ministre délégué chargé du Budget | Jacques Delors            | Ministre de l'Économie et des Finances                                                                    | Mauroy 2              | 23/06/1981 22/03/1983  |
| Henri Emmanuelli (à partir du 24/03/1983)       | Secrétaire d'État chargé du Budget | Jacques Delors            | Ministre de l'Économie, des Finances et du Budget                                                         | Mauroy 3              | 22/03/1983 17/07/1984  |
| Henri Emmanuelli (à partir du 23/07/1984)       | Secrétaire d'État chargé du Budget | Pierre Bérégovoy          | Ministre de l'Économie, des Finances et du Budget                                                         | Fabius                | 19/07/1984 07/12/1984  |
| Henri Emmanuelli (à partir du 23/07/1984)       | Secrétaire d'État chargé du Budget et de la Consommation                                                                              | Pierre Bérégovoy          | Ministre de l'Économie, des Finances et du Budget                                                         | Fabius                | 07/12/1984 20/03/1986  |
| Alain Juppé                                     | Ministre délégué chargé du Budget, porte‑parole du Gouvernement                                                                       | Édouard Balladur          | Ministre d'État, chargé de l'Économie, des Finances et de la Privatisation                                | Chirac 2              | 20/03/1986 10/05/1988  |
| Aucun                                           | Aucun | Pierre Bérégovoy          | Ministre d'État, ministre de l'Économie, des Finances et du Budget                                        | Rocard 1              | 12/05/1988 23/06/1988  |
| Michel Charasse                                 | Ministre délégué chargé du Budget | Pierre Bérégovoy          | Ministre d'État, ministre de l'Économie, des Finances et du Budget                                        | Rocard 2              | 28/06/1988 15/05/1991  |
| Michel Charasse                                 | Ministre délégué au Budget | Pierre Bérégovoy          | Ministre d'État, ministre de l'Économie, des Finances et du Budget                                        | Cresson               | 16/05/1991 02/04/1992  |
| Michel Charasse                                 | Ministre du Budget | Plein exercice            | Plein exercice                                                                                            | Bérégovoy             | 02/04/1992 02/10/1992  |
| Martin Malvy                                    | Ministre du Budget | Plein exercice            | Plein exercice                                                                                            | Bérégovoy             | 02/10/1992 29/03/1993  |
| Nicolas Sarkozy                                 | Ministre du Budget, porte-parole du Gouvernement                                                                                      | Plein exercice            | Plein exercice                                                                                            | Balladur              | 30/03/1993 19/07/1994  |
| Nicolas Sarkozy                                 | Ministre du Budget, porte-parole du Gouvernement, chargé, à titre provisoire, d'exercer les fonctions de ministre de la Communication | Plein exercice            | Plein exercice                                                                                            | Balladur              | 19/07/1994 19/01/1995  |
| Nicolas Sarkozy                                 | Ministre du Budget, chargé d'exercer les fonctions de ministre de la Communication                                                    | Plein exercice            | Plein exercice                                                                                            | Balladur              | 19/01/1995 11/05/1995  |
| François d'Aubert                               | Secrétaire d'État au Budget | Alain Madelin             | Ministre de l'Économie et des Finances                                                                    | Juppé 1               | 18/05/1995 26/08/1995  |
| François d'Aubert                               | Secrétaire d'État au Budget | Jean Arthuis              | Ministre de l'Économie, des Finances et du Plan                                                           | Juppé 1               | 26/08/1995 07/11/1995  |
| Alain Lamassoure                                | Ministre délégué au Budget, porte-parole du Gouvernement                                                                              | Jean Arthuis              | Ministre de l'Économie et des Finances                                                                    | Juppé 2               | 07/11/1995 02/06/1997  |
| Christian Sautter                               | Secrétaire d'État au Budget | Dominique Strauss-Kahn    | Ministre de l'Économie, des Finances et de l'Industrie                                                    | Jospin                | 04/06/1997 02/11/1999  |
| Florence Parly (à partir du 03/01/2000)         | Secrétaire d'État au Budget | Christian Sautter         | Ministre de l'Économie, des Finances et de l'Industrie                                                    | Jospin                | 02/11/1999 27/03/2000  |
| Florence Parly (à partir du 03/01/2000)         | Secrétaire d'État au Budget | Laurent Fabius            | Ministre de l'Économie, des Finances et de l'Industrie                                                    | Jospin                | 27/03/2000 06/05/2002  |
| Alain Lambert                                   | Ministre délégué au Budget | Francis Mer               | Ministre de l'Économie, des Finances et de l'Industrie                                                    | Raffarin 1            | 07/05/2002 17/06/2002  |
| Alain Lambert                                   | Ministre délégué au Budget et à la Réforme budgétaire                                                                                 | Francis Mer               | Ministre de l'Économie, des Finances et de l'Industrie                                                    | Raffarin 2            | 17/06/2002 30/03/2004  |
| Dominique Bussereau                             | Secrétaire d'État au Budget et à la Réforme budgétaire                                                                                | Nicolas Sarkozy           | Ministre d'État, ministre de l'Économie, des Finances et de l'Industrie                                   | Raffarin 3            | 31/03/2004 29/11/2004  |
| Jean-François Copé                              | Ministre délégué au Budget et à la Réforme budgétaire, porte-parole du Gouvernement                                                   | Hervé Gaymard             | Ministre de l'Économie, des Finances et de l'Industrie                                                    | Raffarin 3            | 29/11/2004 25/02/2005  |
| Jean-François Copé                              | Ministre délégué au Budget et à la Réforme budgétaire, porte-parole du Gouvernement                                                   | Thierry Breton            | Ministre de l'Économie, des Finances et de l'Industrie                                                    | Raffarin 3            | 25/02/2005 31/05/2005  |
| Jean-François Copé                              | Ministre délégué au Budget et à la Réforme de l'État, porte-parole du Gouvernement                                                    | Thierry Breton            | Ministre de l'Économie, des Finances et de l'Industrie                                                    | De Villepin           | 02/06/2005 15/05/2007  |
| Éric Woerth                                     | Ministre du Budget, des Comptes publics et de la Fonction publique (MBCPFP)                                                           | Plein exercice            | Plein exercice                                                                                            | Fillon 1              | 18/05/2007 18/06/2007  |
| Éric Woerth                                     | Ministre du Budget, des Comptes publics et de la Fonction publique (MBCPFP)                                                           | Plein exercice            | Plein exercice                                                                                            | Fillon 2              | 19/06/2007 23/06/2009  |
| Éric Woerth                                     | Ministre du Budget, des Comptes publics, de la Fonction publique et de la Réforme de l'État                                           | Plein exercice            | Plein exercice                                                                                            | Fillon 2              | 23/06/2009 22/03/2010  |
| François Baroin,                                | Ministre du Budget, des Comptes publics et de la Réforme de l'État                                                                    | Plein exercice            | Plein exercice                                                                                            | Fillon 2              | 22/03/2010 13/11/2010  |
| François Baroin,                                | Ministre du Budget, des Comptes publics, de la Fonction publique et de la Réforme de l'État, porte-parole du Gouvernement             | Plein exercice            | Plein exercice                                                                                            | Fillon 3              | 14/11/2010 29/06/2011  |
| Valérie Pécresse                                | Ministre du Budget, des Comptes publics et de la Réforme de l'État, porte-parole du Gouvernement                                      | Plein exercice            | Plein exercice                                                                                            | Fillon 3              | 29/06/2011 10/05/2012  |
| Jérôme Cahuzac                                  | Ministre délégué chargé du Budget | Pierre Moscovici          | Ministre de l'Économie, des Finances et du Commerce extérieur                                             | Ayrault 1             | 16/05/2012 18/06/2012  |
| Jérôme Cahuzac                                  | Ministre délégué chargé du Budget | Pierre Moscovici          | Ministre de l'Économie et des Finances                                                                    | Ayrault 2             | 21/06/2012 19/03/2013  |
| Bernard Cazeneuve                               | Ministre délégué chargé du Budget | Pierre Moscovici          | Ministre de l'Économie et des Finances                                                                    | Ayrault 2             | 19/03/2013 31/03/2014  |
| Christian Eckert (à partir du 09/04/2014)       | Secrétaire d'État chargé du Budget | Michel Sapin              | Ministre des Finances et des Comptes publics (jusqu'au 30/08/2016) Ministre de l'Économie et des Finances | Valls 1               | 02/04/2014 25/08/2014  |
| Christian Eckert (à partir du 09/04/2014)       | Secrétaire d'État chargé du Budget | Michel Sapin              | Ministre des Finances et des Comptes publics (jusqu'au 30/08/2016) Ministre de l'Économie et des Finances | Valls 2               | 26/08/2014 06/12/2016  |
| Christian Eckert (à partir du 09/04/2014)       | Secrétaire d'État chargé du Budget | Michel Sapin              | Ministre de l'Économie et des Finances                                                                    | Cazeneuve             | 06/12/2016 10/05/2017  |
| Gérald Darmanin                                 | Ministre de l'Action et des Comptes publics                                                                                           | Plein exercice            | Plein exercice                                                                                            | Philippe 1 Philippe 2 | 17/05/2017 03/07/2020  |
| Olivier Dussopt                                 | Ministre délégué chargé des Comptes publics                                                                                           | Bruno Le Maire            | Ministre de l'Économie, des Finances et de la Relance                                                     | Castex                | 06/07/2020 20/05/2022  |
| Gabriel Attal                                   | Ministre délégué chargé des Comptes publics                                                                                           | Bruno Le Maire            | Ministre de l'Économie, des Finances et de la Souveraineté industrielle et numérique                      | Borne                 | 20/05/2022 20/07/2023  |
| Thomas Cazenave                                 | Ministre délégué chargé des Comptes publics                                                                                           | Bruno Le Maire            | Ministre de l'Économie, des Finances et de la Souveraineté industrielle et numérique                      | Borne                 | 20/07/2023 11/01/2024  |
| Thomas Cazenave                                 | Ministre délégué chargé des Comptes publics                                                                                           | Bruno Le Maire            | Ministre de l'Économie, des Finances et de la Souveraineté industrielle et numérique                      | Attal                 | 08/02/2024 21/09/2024  |
| Laurent Saint-Martin                            | Ministre auprès du Premier ministre, chargé du Budget et des Comptes publics                                                          | Michel Barnier            | Premier ministre                                                                                          | Barnier               | 21/09/2024 23/12/2024  |
| Amélie de Montchalin                            | Ministre chargée des Comptes publics                                                                                                  | Éric Lombard              | Ministre de l'Économie, des Finances et de la Souveraineté industrielle et numérique                      | Bayrou                | 23/12/2024 en fonction |

## Identité visuelle (logotype)

Logo du ministère du Budget, des Comptes Publics et de la Réforme de l'État en 2011-2012.
Logo du ministère de l'Action et des Comptes publics de mai 2017 à juillet 2020.